# わが青春のアルカディア 無限軌道SSX
『わが青春のアルカディア 無限軌道SSX』（わがせいしゅんのアルカディア むげんきどうエスエスエックス）は、1982年10月13日から1983年3月30日までTBS系列局で放送されていた松本零士原作のSFアニメである。全22話。パイロット版での仮タイトルは「海賊旗艦アルカディア」。
放送時間は毎週水曜 19:30 - 20:00 （日本標準時）。ただし、北陸放送は当時この時間帯にNTVの音楽バラエティ番組『歌のワイド90分!』をネットしていたため、本作については木曜 17:30 - 18:00の遅れネットで対応していた（放送期間は1982年11月11日から1983年4月7日まで）。

## 作品解説
ハードな世界観で描かれた、映画『わが青春のアルカディア』の続編。ハーロックとトチローが理想郷を求めて宇宙を航海し、様々な惑星を訪れるというプロットは、『銀河鉄道999』や松本が制作に関わった『SF西遊記スタージンガー』などとも共通している。
松本ワールドに数多く存在するミッシングリンクを繋ぎ、アニメ版『宇宙海賊キャプテンハーロック』への橋渡しとなる物語となることを目指して制作され、当時の劇場用アニメ映画なみの映像音響クオリティを毎週のTV放送回で維持提供していた。しかし、『わが青春のアルカディア』の興行不振で松本ブームの陰りが顕在化したため、テレビ化にあたっては説明セリフの多用や毎回ハッピーエンドとなる勧善懲悪的展開など、全体的に低年齢層と新規視聴者獲得を意識した演出がなされ、松本の漫画作品の作風とは幾分異なるものとなった。本編と初期の次回予告ナレーションは野田圭一が担当。次回予告では途中からメインキャラクター同士の掛け合いが行われ、最後にハーロックの「アルカディア号、発進!」というセリフで締める形をとっている。
本作でも登場するハーロックは『ハーロック』、『999』劇場版など先に映像化された作品などによって定着した寡黙なイメージが強いが、本作ではこれらの作品と比較して明るい性格で、多弁なキャラクターとなっている。詳細は当該項目の性格・人物の項目を参照。

### 最終回
当時すでに松本アニメのブームは去っており、視聴率が振るわずに最終回を迎えた。なお、アニメ版『ハーロック』も平均視聴率約7%と本作よりは高いものの、ゴールデンタイムの番組としてはそれほど高い視聴率ではなかった。
この結果、ロマンアルバム『わが青春のアルカディア』で松本零士が語っていた『999』のヒロイン・メーテルの本編登場（第1話でメーテルらしき女性のシルエットが登場している）やその劇場版第2作で登場した星野鉄郎の父・黒騎士ファウストの登場、「イルミダスが中盤で倒され、新たな敵が登場する」といった展開は実現せずに終わった。こうして松本ワールドのミッシングリンクを繋げることは事実上放棄され、結局イルミダスの実態や全宇宙征服の目的などが全く明かされることはなく、最終回ではアルカディアの女王・光の女神がハーロックに力を貸し、得体の知れないパワーでイルミダス母星は消滅。そしてハーロックが荒廃した地球の復興を乗組員の少年・物野正に託して地球を去るという形で最終回を迎えており、ハーロックが自分より若い世代に地球の未来を託して宇宙のかなたへと去っていくラストはアニメ版『ハーロック』のそれをなぞったものとなった。
本作がアニメファンの間でもあまり話題にならずに終了したことについて、小黒祐一郎は自身のコラムで「ライトなノリ、パロディ感覚をベースにし、美少女、ラブコメ、メカ等を織り込むかたちで作られるようになった」と語るようにアニメ作品の傾向やファンの嗜好が変わっていった時期であることを理由として挙げており、こうした享楽的な時代の傾向に本作を含めた松本アニメが相容れるものではなかったとの見解を裏番組の『うる星やつら』（フジテレビ）を引き合いにして述べている。

## ストーリー
侵略者イルミダス占領下の地球からアルカディア号で脱出したハーロック（S-00999）・大山トチロー（S-00998）とエメラルダス（X-00001）は、コードナンバーSSXとして全宇宙に指名手配され、イルミダス軍の攻撃を受けながらも、異星人のラ・ミーメなどの仲間とともに大宇宙のどこかにあると信じる理想郷「アルカディア」を探して旅を続けていく。その戦いの中で、地球人の少年物野正と少女レビ、有紀螢、そして船医としてドクター蛮が仲間に加わる。
一方、イルミダス地球占領軍はアルカディア号を超える艦を建造するため、若き天才科学者Mr.ゾーンにアルカディア号を分析調査するよう命じた。そしてMr.ゾーンもまた大宇宙へと旅立ち、アルカディアを目指す。

## 登場人物
※文中のノベライズからの引用は、注記が無い限りは集英社文庫のコバルトシリーズ版のものである。

### SSXの賞金首
ハーロック
声 - 井上真樹夫
主人公の宇宙海賊。海賊戦艦アルカディア号の艦長を務める。本作においては饒舌で、狼狽したり笑顔を見せたりと感情豊かな人物に描かれている。

大山 トチロー（おおやま トチロー）
声 - 富山敬、山寺宏一（『スーパーロボット大戦T』）
ハーロックの親友にしてアルカディア号を設計・建造した科学者。優しい性格が強調され、正やレビにも親しく対応した。終盤でエメラルダスを救うために宇宙病に侵される。

クイーン・エメラルダス
声 - 田島令子
ハーロックと同じく宇宙海賊でトチローの恋人。本作においてはイルミダスの策謀に陥るシーンが多かった。命がけで助けたトチローに心を惹かれていく。

### アルカディア号クルー
物野 正（ものの ただし）
声 - 間嶋里美
『ハーロック』に登場する台羽正に該当する人物。ただし年齢は低くなっている。両親はイルミダスに殺され、弟妹も餓死した後は惑星メシラスで賞金稼ぎをしていた。当初はハーロックを狙うが説得されアルカディア号の乗組員となる。弟妹のために飯を作っていた経験もあり、飯炊き担当になる。若さゆえに無鉄砲な行動もあり、ハーロックとトチローに叱られることもあったが、徐々に成長していき、マイコン惑星攻撃時は一人で中枢部破壊に成功した。イルミダス滅亡後、聖ワルキューレの火を地球再建に役立てるようにとハーロックから渡され、地球に残る。
ラ・ミーメ
声 - 山本百合子
前作映画『わが青春のアルカディア』から引き続き登場。地球人のように昼夜定期的に眠る習慣が無いことや、母星アルザウルスの住民虐殺の模様などが語られた。ノベライズ版では、彼女の肉体がアルコールと水の化合体であることも語られている。
第9話ではイルミダスのスパイによる偽物となり替わられたために、それが原因でスパイ騒動が起こった。
『ハーロック』に登場するミーメの妹で、物語の途中で姉のミーメと入れ替わる予定だったが打ち切りで実現しなかった。
有紀 蛍（ゆうき けい）
声 - 麻上洋子
『ハーロック』に登場する同名キャラクターに該当する人物だが、設定は異なる。移動新聞星の編集長、有紀悟郎の娘。父親がイルミダスとの戦闘で死亡した後、志願してアルカディア号の乗組員になる。理想郷アルカディアの入り口ともいうべき宝島の秘密を知る唯一の人間。終盤でその記憶が蘇り、物語は大きく動くことになる。イルミダス滅亡後もラ・ミーメとともにアルカディア号乗組員として残った。
レビ
声 - 鶴ひろみ
第3話より登場。海賊シーウルフに襲撃されていた船にドクター蛮とともに乗っており、ハーロックに救助された。一度はククルス星で船から降ろされるが、その後デスシャドウ号の戦いを経てアルカディア号の一員になる。弟妹のいなくなった正には妹分のような存在となった。赤子の頃に両親と3人で撮った写真が入ったペンダントを胸にかけている。母親は2年前に病死し、父ベンツェルは行方不明だったが、父の死の間際に音声で会話を交わすことができた。『わが青春のアルカディア』に登場したミラに似ており（声優も同じ）、そのこともあってラ・ミーメにはかわいがられていた。
ドクター蛮（ドクター ばん）
声 - 八奈見乗児
『ハーロック』に登場するドクターゼロに該当する人物。風貌は異なるが、声優は同じである。レビとともに救助され、その後アルカディア号の一員になる。第4コロニーという惑星で開業医をしていたが、独裁政治がいやになってレビや仲間と一緒に惑星を脱出したところをシーウルフに襲撃された。病死したレビの母は蛮の患者で、父親がイルミダスとの戦争で行方不明となり他に身寄りがいなくなったレビの面倒を見ていた。医者の腕は確かで、人間のみならず猫（ミーくん）の頭部に仕込まれた盗聴器の除去も成功している。イルミダス滅亡後は正やレビとともに地球に残った。
後年発売されたゲーム『松本零士999 〜Story of Galaxy Express 999〜』に登場するメーテルの父ドクター・バンの人間時代の風貌はこの蛮の姿を踏襲したものとなっている。
トリさん
声 - 大竹宏
『わが青春のアルカディア』で滅亡寸前のトカーガ星に訪れた際、ハーロックが拾ってきた鳥。

ミーくん
16話より登場。レビがグリーン星で拾ってきた猫。イルミダスが頭部に盗聴器を仕込んでいたが、ドクター蛮により盗聴器を取り除かれ、レビのペットとなり、アルカディア号のマスコット的存在に。　　　　　　　　　　　　

ドスコイ機関長
声 - 大竹宏
アルカディア号の一等機関士で、『ハーロック』における魔地と同じく機関長のポジション。ハーロックの考えに共鳴して地球脱出時から乗り込んだが、行き先がはっきりしない航海に疑問を抱き、ハーロックに異議を唱えたこともあった。少々嫌味な性格も災いし、スパイ嫌疑をかけられて正とも衝突したが、スパイ事件解決後はハーロック、正と和解。本編中に出た認識証から、2952年11月8日生まれ、血液型ABであることが判明している。

### イルミダス軍
Mr.ゾーン
声 - 古谷徹
本作におけるハーロックのライバル的存在の青年。フルネームは「フェーダー・ゾーン」（ノベライズ版ではゾーン・コレクト）。かつては太陽系連合の優秀な技師であったが、自らが設計した船をハーロックに酷評され、それが原因でポストを外された。敗戦後は地球総司令部で屈辱の日々を味わいながら勤務していたが、アムス司令にその才能を買われ重用される。アムス解任後、後任のクルーゲルからも第四艦隊司令を任され、ハーロックへの復讐とイルミダスを駆逐して自分が全宇宙の支配に乗り出す野望を抱いている。非情な野心家ではあるが、正体が露見していないときは初対面の正に礼儀正しく接したり、レビの壊れたおもちゃを直すなどの意外な一面もある。エンジニアとしての腕は確かで、トチローからも高い評価を受けている。終盤で光の女神から聖ワルキューレの火を授かった後に、自らの野心成就のためにイルミダスに反旗を翻す。手始めに地球ヘ向かい、総司令部を破壊。アルカディア号との戦闘も優位に進めるが、火の力が衰えたことで乗艦を大破され、重傷を負う。最後は艦橋でハーロックの説得を受けていた際に彼を背後から撃とうとしたゲランを射殺するも、自身も銃撃を喰らい、ハーロックに看取られながら事切れる。
アムス司令
声 - 矢田耕司
前作映画にて戦死したゼーダ総司令の後任。ゼーダ程ではないが柔軟かつ慎重な思考の持ち主で、地球人であるMr.ゾーンを起用し、自由交易星ミストラルの侵攻にも「滅ぼすだけが政治ではない」と反対だった。しかし、そのやり方と一向に成果が上がらないことが本星参謀本部の不興を被り、解任された。解任後、処罰を受けるために連行される際、後任のクルーゲルに「ハーロックを敵に回したのは最大の失敗だった」と語り去っていった。なお、ノベライズ版での名前は「クラコフ」。
ゲラン副司令
声 - 野田圭一
前作の副司令ムリグソンの後任。ムリグソン同様地球人を見下しており、クルーゲルから監視役も兼ねてMr.ゾーンの副官になるように言われた時も良い顔はしなかった。ゾーンとは意見対立も多く、独断でアルカディア号を攻撃することもある。最後はゾーンの謀反により監禁されるが、乗艦が損傷した際に脱出。そして艦橋にいたハーロックを背後から狙うも、結果的にゾーンと相撃ちになって死亡する。ノベライズ版での名前は「カルル」。
ナレーションを担当していた野田が声を兼任している。
L・レオタード
声 - 藤田淑子
イルミダスの諜報員で、かつては太陽系連合時代のハーロックの戦友で優秀な女艦長だった。コードナンバーSR229。イルミダス第三艦隊と連携し、ハーロックを倒すために様々な策を弄するが失敗し、最後は雷雨の中でハーロックと一騎討ちをする。敗北後は自らの誇りのため、落雷に打たれて死亡。彼女の体はサイボーグ化されており、死後炎に包まれた。
ベンツェル
声 - 田中康郎 → 寺島幹夫（10話）
レビの父親。第3話で登場。太陽系連合艦隊の優秀な艦長だったが、今はイルミダスに雇われた身。デスシャドウ号艦長としてハーロックの前に立ち塞がるが、レビとの再会、そしてハーロックの気骨に己を恥じ、傷ついた艦と共に去る。ククルス星で奇しくもレビと再会した時はパイプをくゆらせながら色の入ったメガネをかけ、口ひげを蓄えた風貌であり、レビが付けているペンダントの写真と印象が異なっていたこともあってレビはベンツェルが自分の父親とは気づかなかった。第10話で半身をサイボーグ化されて再登場。デスシャドウ号が全自動化されたこともあり艦長を解任され、ヘビーメルダー星の輸送船勤務という閑職に追いやられていたが同艦が再びアルカディア号攻撃に向かったと知り、単身戦場に向かう。最後はデスシャドウ号の中央コンピューターをその身を犠牲にして破壊する。レビには自らが父親だと告げることはなかった。
アルファ・ワン
声 - 鈴木富子
5年前に消息を絶った観光船「セル」の中でたった1人だけ生き残っていた少女。過去にイルミダスの攻撃で両親と弟を失い、自身も体をサイボーグ化され、奴隷として扱われていた。実はセル号自体がイルミダス艦の偽装であり、アルカディア号への潜入工作任務を帯びていたが、正との出会いを経てイルミダスに反逆する。最後は艦の中枢部を破壊し、死の間際にひまわりの種を正へ託す。
グリン・イスマル
声 - 佐藤正治
追跡艦ダスモルクIIの艦長。前地球副司令ムリグソンの弟であり、兄が地球で無様な死を遂げた後、グリン含めてその一族は名誉市民の位を剥奪され、屈辱の日々を味わっていた。兄を死に追いやったSSXの3人を恨み、トチローとの決闘でエメラルダスをおびき寄せ、彼女を捕虜にするもハーロックに奪還されてしまう。最後は艦内に乗り込んできたエメラルダスとの一騎打ちの末に敗れ、死亡する。
クルーゲル
声 - 寺田誠 → 佐藤正治
アムス解任後に本国から後任として派遣されてきた将軍。穏健なアムスと違い力で相手を屈服させる思考の強い持ち主、Mr.ゾーンの能力自体は評価しており、引き続き重用したが心の中では軽視しており途中で見捨てるが、ゾーンが何かの力と関与していることに感づき、第四艦隊司令として再び重用する。しかし、聖ワルキューレの火の力を授かったゾーンに裏切られて攻撃を受け、総司令部を破壊される。最後は母星へ地球破壊を進言した後に力尽き、死亡する。
イルミダス母星総参謀長官
声 - 佐藤正治 → 八奈見乗児
指名手配中であるSSXの3人の捕縛がことごとく失敗しているアムスに対し厳しい口調で本星から批判した。その後も成果を挙げられなかったアムスは解任。その後最終話で瀕死のクルーゲルから地球破壊を進言されるが、既に本星は光の女神の攻撃を受けてそれどころでなく、直後に母星は爆発。総参謀長も死亡する。前作および本作の映像上で確認できる中でのイルミダス母星の唯一の高官。ノベライズ版での名前は「アインリヒ」。

### その他
トライター
声 - 矢田耕司
前作映画に引き続き登場した地球政府首相。Mr.ゾーンに追跡船製造を命じた。本作での出番は第2話のみと少なく、声も映画の高木均から矢田に変更されている。
有紀 悟郎（ゆうき ごろう）
声 - 小林清志 → 蟹江栄司（20話）
第4話で登場。移動新聞星の編集長にして、蛍の父。昔、ある星の長老から宝島の地図を預かったが、イルミダスの譲渡要求を拒んだことで見せしめにコロニーの住民を皆殺しにされた過去から、訪れたハーロック達にも当初冷たい対応をする。だが、イルミダスの攻撃から移動新聞星を守るため楯になったアルカディア号を見て心を打たれる。娘の蛍に宝島の地図に関する記憶を封印しており、別れ際に真実の愛を知った時にその秘密が明らかになることを伝え、蛍を逃がした後にイルミダスの攻撃を受けて死亡する。
第20話で蛍が記憶を取り戻した際に、その時の回想シーンで再登場しているが声優が変更されている。
なお、設定画では「有紀天海」と書かれており、小説版ではこの名前となっている。
光の声 / アルカディアの女王 / 光の女神
声 - 弥永和子
中盤となる第13話から謎の光の主として登場し、終盤で理想郷「アルカディア」を治める女神であることが明らかとなる。当初はMr.ゾーンとのみ会話を交わしていたが、次第にハーロックにも興味を示し、両者をアルカディアの神殿に招いて聖ワルキューレの火を託す。勿論それは両者の心を試すためであり、ハーロックに正義ありと分かった後はイルミダス本星を自らの力で滅ぼす。

## 登場メカニック

### 艦船
※文中のノベライズからの引用は、注記が無い限りは集英社文庫版のものである。
下記3隻はいずれもバンダイにより、本作の放送を機にプラモデルとしてキット化された。3隻とも1/1600でキット化され、アルカディア号のみ1/1000のキットも発売されている。
アルカディア号
ハーロックの愛艦。設計者は大山トチロー。骨になっても戦う意思を表した髑髏の旗を掲げ、ハーロック達はこの船でアルカディアを目指す。
『わが青春のアルカディア』及びその続編に当たる本作では、『銀河鉄道999』劇場版1作目で初登場したデザインのものが使用された。
なお、再発売時には商品名がキャプテンハーロック号へと変更されている。

クイーン・エメラルダス号
エメラルダスの宇宙船で、飛行船のような外観をしている。その戦闘力はアルカディア号に勝るとも劣らないといわれる。
意思を持つコンピューターによって完全制御され、フルオート化された自動化船であり、乗員は基本的にエメラルダス一人。

デスシャドウ号
かつてハーロックが乗っていたア・ドミラル級の戦艦。
『わが青春のアルカディア』では、イルミダスの地球侵略の際にはハーロックが艦長を務めていた。その冒頭において、イルミダス軍に利用させないためにハーロックがわざと無理な着陸を見せかけ、滑走路に激突させて使用不能にさせたが、後にイルミダス軍が接収・修復した上で本作に2回登場し、その戦闘能力をもってハーロックを苦しめた。

イルミダス艦
大型艦、中型艦、小型艦と艦そのものは『わが青春のアルカディア』と同一。今作ではほぼ雑魚役に近く、アルカディア号の主砲の一撃で沈んでいった。ゲランが大型艦、Mr.ゾーンが小型艦にそれぞれ一時乗艦、指揮を執っていた。今作での新登場艦としてはガーラ級パトロール船（初期設定名称およびノベライズ版ではウララ級パトロール船）がある。葉巻型だが後方は平たく、艦の下部にアンテナがある。第2話でアルカディア号と遭遇し、敗退している。
高速宇宙船
全長：200m、武装：パルス・ビームカノン3基、主機：次元拘束型単式機関、乗員：22名、艦長：Mr.ゾーン他
上記諸元は『わが青春のアルカディア』パンフレットの記述による。
設定画そのものは『わが青春のアルカディア』時にあったが、当時は名称不明の宇宙船であった。カブトガニを思わせる形状をしている。今作では序盤Mr.ゾーンが乗船していたが、後に光子戦闘艦を曳航していた際に光の女神の攻撃を受けて沈んだ。デスシャドウ号より少し小型の大きさである。
追跡艦ダスモルクI
Mr.ゾーンが対アルカディア号戦に設計した追跡船1号。地球人の雇われ部隊が乗り込み、アルカディア号と対峙した（ノベライズ版では艦長名は「プラトン」）。主武装はエネルギー砲2門、艦首の粒子加速砲、電磁ミサイル、両舷にあるエグゾール・エネルギーライン。攻防ともに優れアルカディア号を苦しめたが、回転するGに弱い弱点を突かれ、船首に集中攻撃を受けて沈んだ。
追跡艦ダスモルクII
Mr.ゾーンが対アルカディア号戦に設計した追跡船2号。艦長はグリン。外観、武装ともダスモルクIと変わらないが、設定画では艦首の砲の名前が「粒子エネルギー加速砲」になっている。艦隊を率いて攻撃したが、ダスモルクIほど健闘はせず、艦内にハーロック達の侵入を許した。
なお、ダスモルクI、II艦首の粒子加速砲（粒子エネルギー加速砲）は、設定画ではそれぞれ単艦では使えず、両艦が背面でドッキングしてはじめて使えるという設定であったが、本編ではそれぞれ単独行動をとっていたこともあり、単艦で使用していた。両艦ドッキング時の全長が約780mとの記載が設定画にあり、これからそれぞれ単艦の全長は約390mと推測できる。
装甲戦闘母艦
Mr.ゾーン設計の十字型をした戦闘母艦。ヘビーメルダーの第27造船基地で造られ、完成後すぐに自由貿易星ミストラルの侵攻を行った。多数の戦闘機、戦車を搭載。艦の武装自体は下部の主砲ぐらいだが、「ハイグレード戦闘システム」と呼ばれる搭載のヤゴ型戦闘機群と主砲による立体的な一斉攻撃戦法を用いる。艦名の通り強固な装甲でアルカディア号の主砲も通用しなかったが、比較的脆い艦中央下部に体当たりされて撃沈した。
光子戦闘艦
Mr.ゾーン設計の円盤型戦闘艦。常に強いバリア光で覆われており、強力な光子エネルギーを発射して攻撃する。攻撃力はかなりのもので、イルミダス軍でさえ手を出しにくかったガオス星の超戦闘艦を一撃で葬った。クルーゲルもこの機体性能には素直に賞嘆している。自動化が進んでおり、Mr.ゾーン一人で操艦および戦闘が可能で、その戦闘制御システムの性能はアルカディア号のそれを凌ぐ。アルカディア号との戦いでも優勢だったが、岩塊群に誘い込まれ、コンピュータ操縦処理が追いつかず、岩の間に挟まれて動けなくなり、機能を停止した。
ゾーン艦（正式艦名不明）
イルミダス第四方面軍の旗艦。専属の艦長はいるが、指揮権は艦隊司令のMr.ゾーンにある。艦の形状的には追跡艦の流れを汲むものとなっているが、正式名称含め詳細は不明。武装そのものはダスモルクと大差ないが、ダスモルクでは使われなかった光子爆雷やアンチミサイルも使用している。耐久性にも優れており、アルカディア号の連続砲撃を受けてさえ大破することがない。最後は聖ワルキューレの火の力を注ぎ込まれ、火力が大幅にアップするも、火の力が衰えた後のアルカディア号との戦闘で大破する。
超戦闘艦（正式艦名不明）
ガモス星の誇る戦艦であり、強大な戦力を誇るイルミダスでさえガモス星へ侵攻できなかったのも、この艦があったためである。のちに超戦闘艦を撃沈したMr.ゾーンの光子戦闘艦を、トチローでさえ「恐ろしい艦」と言わしめさせたほどの高性能艦である。

### その他のメカ
スペースウルフ
アルカディア号の艦載機。『わが青春のアルカディア』や『ハーロック』原作およびアニメ版のスペースウルフとは形状が違なるが、本体色はアニメ版『ハーロック』のものと同様にトリコロールとなっている。
要塞SSX
無限軌道の上を周期的に回る、無人かつ全自動で宇宙船の修理を行える宇宙船ドック。ハーロックたちの切り札でもある。地球政府（太陽系連合軍）の依頼でトチローが設計・製作したものだが、配備前に地球がイルミダスに降伏したため、トチローが隠していた。通常は彗星に偽装しているが、指令信号を送ることによって軌道を変更させ、呼び出すことが可能。中央の本体の周りに8つの円盤が付いており、各々単独で行動可能。円盤には堅牢なワイヤーと強力なウインチが装備され、アルカディア号クラスの艦船の牽引が可能。
本作の最終回では、地球でのイルミダス軍との交戦中にアルカディア号を敵艦の攻撃から守るため、アルカディア号の心となったトチローが呼び出す。そのまま盾となったSSXは破壊された。
名の由来は、ハーロック、トチロー、エメラルダスの友情を記念して、3人の指名手配コードネームの頭文字を取った「SSX」を刻印したことによる。最初は正式名称を決めておらず、トチローは「女神」と呼んでいた。

## 用語集
瞬間交信装置
地上の電話と異なり、発信地点と受信地点の距離が非常に大きな宇宙の惑星間の無線では、応答の時間差のない会話が不可能だとされていた。それを可能にしたのが瞬間交信装置である。無線のワープ航法のようなもので、今までに数多くのエンジニアが実現を目指したが、成功者はいなかった。Mr.ゾーンが開発に成功したらしく、イルミダス占領軍地球警備局A-21（A-21ステーション）から200万光年以上離れた74惑星にいる恋人と、この瞬間交信装置を用いて愛の無線電話を披露。このことは、科学者としてのMr.ゾーンの能力の高さを示した。
無限軌道
パネル上の宇宙図で表示される、S座標クロスΣ座標軸を中心に広がっている空域。まだその果てを見極めた者が存在しないため、そう呼ばれる。タイトルはこの言葉とハーロック、トチロー、エメラルダスのコードネームの頭文字「SSX」を合わせたものである。本作に限らず『999』など、宇宙を舞台にした他の松本作品でもこの言葉が出てくることがある。
なお、「無限軌道」とは本来戦車などに使用される、いわゆるキャタピラのことである。
聖ワルキューレの火
アルカディアの女王・光の女神がハーロックとMr.ゾーンに与えた、永遠に燃え尽きることのない炎（超粒子の火）。燃料に用いれば、イルミダスや人類の科学では不可能だった超亜空間航法が可能。Mr.ゾーンは武器に使用することで、地球を占領していたイルミダス軍を殲滅したが、ハーロックは地球再生のための平和利用を願い、正に託した。

## スタッフ
- 原作 - 松本零士
- プロデューサー - 松島忠（東急エージェンシー）、高見義雄（東映動画）
- 音楽 - 菊池俊輔
- チーフアニメーター - 小松原一男
- チーフデザイナー - 伊藤岩光
- チーフディレクター - 勝間田具治、佐々木正光
- メカニックデザイン - 板橋克己
- アルカディア号デザイン協力 - スタジオぬえ
- 制作 - 東急エージェンシー、東映動画

## 主題歌
オープニングテーマ - 「おれたちの船出」
作詞 - 保富康午 / 作曲・編曲 - 菊池俊輔 / 歌 - 水木一郎、こおろぎ'73
エンディングテーマ - 「ハーロックのバラード」
作詞 - 保富康午 / 作曲・編曲 - 菊池俊輔 / 歌 - 水木一郎
オープニングは最初に海賊旗のはためくシーンから始まり、アルカディア号のキャビンの上にいるハーロックの「アルカディア号、発進!」の掛け声と共にアルカディア号の全貌が映し出され、白地をバックにタイトルという流れで始まる。ハーロック以外で登場するキャラクターは、アルカディア号の艦橋が映し出されるシーンでトチローとラ・ミーメが登場するのみである。また、アルカディア号が理想郷に到達するシーンの映像は、第21話ラストでアルカディア号がアルカディアに到着するシーンでも使われている。  
エンディングはアルカディアを目指すハーロックを歌ったもので、「ハーロックのバラード」とあるように曲調もオープニングより落ち着いたものとなっている。映像は海辺を一人歩くハーロックの姿とアルカディア号がメインとなっている。

## 各話リスト
| 話 | 放送日          | サブタイトル                                  | 脚本     | （コンテ） 演出         | 作画監督   | 美術              |
| -- | --------------- | --------------------------------------------- | -------- | ----------------------- | ---------- | ----------------- |
| 1  | 1982年 10月13日 | アルカディア発進                              | 松本零士 | 勝間田具治              | 荒木伸吾   | 池田祐二          |
| 2  | 10月20日        | 女艦長レオタード                              | 山浦弘靖 | 佐々木正光              | 小松原一男 | 池田祐二          |
| 3  | 10月27日        | 戦闘空間の子守唄                              | 山浦弘靖 | （明比正行） くま公晴   | 冨沢雄三   | 山本善之 伊藤岩光 |
| 4  | 11月3日         | 宇宙の宝島伝説!?                              | 山浦弘靖 | （西信一） 吉沢孝男     | 影山楙倫   | 池田祐二          |
| 5  | 11月10日        | 幽霊船セルの少女                              | 山浦弘靖 | 勝間田具治              | 荒木伸吾   | 海老沢一男        |
| 6  | 11月17日        | 登場!! 大宇宙要塞                             | 山浦弘靖 | 佐々木正光              | 小松原一男 | 池田祐二          |
| 7  | 12月1日         | X=（は）エメラルダス                          | 山浦弘靖 | くま公晴                | 正延宏三   | 東潤一            |
| 8  | 12月8日         | 鉄の星の少年と母                              | 山浦弘靖 | 明比正行                | 森利夫     | 池田祐二          |
| 9  | 12月15日        | スパイはだれだ?                               | 山浦弘靖 | 吉沢孝男                | 篠田章     | 海老沢一男        |
| 10 | 12月22日        | 星の海に雪が降る                              | 山浦弘靖 | 勝間田具治              | 荒木伸吾   | 池田祐二          |
| 11 | 1983年 1月5日   | 響け自由の鐘の音                              | 山浦弘靖 | 佐々木正光              | 小松原一男 | 松本健治          |
| 12 | 1月12日         | 心で操る・心の船                              | 山浦弘靖 | 明比正行                | 影山楙倫   | 池田祐二          |
| 13 | 1月19日         | 謎の黄金女神!?                                | 山浦弘靖 | 川田武範                | 森利夫     | 松本健治          |
| 14 | 1月26日         | 謎の光りはUFO?                                | 星山博之 | 生頼昭憲                | 篠田章     | 池田祐二          |
| 15 | 2月2日          | 死の海中で80分!!                              | 山浦弘靖 | 吉沢孝男                | 荒木伸吾   | 池田祐二          |
| 16 | 2月9日          | 宇宙で拾ったネコ                              | 星山博之 | 渡部英雄                | 菊池城二   | 松本健治          |
| 17 | 2月16日         | 大竜巻!! 交信不能                             | 星山博之 | 森下孝三                | 小松原一男 | 池田祐二          |
| 18 | 2月23日         | エメラルダス救出                              | 山浦弘靖 | （もりまさき） 広川和之 | 富沢和雄   | 青木勝志          |
| 19 | 3月2日          | マイコン惑星の怪                              | 山浦弘靖 | 生頼昭憲                | 篠田章     | 池田祐二          |
| 20 | 3月9日          | 開くか!! アルカディアの門が…                  | 星山博之 | 渡部英雄                | 荒木伸吾   | 本間薫            |
| 21 | 3月16日         | 闘えトチロー!! 命果つるまで…                  | 山浦弘靖 | 広川和之                | 富沢和雄   | 青木勝志          |
| 22 | 3月30日         | 母なる星 地球へ!! 宇宙の勇者よ永遠（とわ）に… | 山浦弘靖 | 明比正行                | 小松原一男 | 窪田忠雄          |

## ネット配信
- 2025年1月1日より、YouTubeの「東映シアターオンライン」から第1・2話が「アニメ据置枠」で常時無料配信されている。それまで同チャンネルの「アニメ据置枠」では、「東映本社企画・外部製作作品」が主に配信されており、東映アニメーション作品は東映本社作品『光速電神アルベガス』・『ビデオ戦士レザリオン』（いずれも東映アニメが外部製作担当）を除けば史上初となる。
- また同日から、第3話以降の話が、毎週水曜21時・1週間期間限定で無料配信がおこなわれている。

## 小説
- 集英社文庫 コバルトシリーズ - テレビシリーズの第11話に相当する部分までをノベライズ。
  - わが青春のアルカディア 無限軌道SSX 1 （山浦弘靖、集英社、1982年12月、ISBN 4-08-610532-2）
  - わが青春のアルカディア 無限軌道SSX 2 （山浦弘靖、集英社、1983年2月、ISBN 4-08-610546-2）
- ソノラマ文庫
  - わが青春のアルカディア 無限軌道SSX 1 （井口佳江子、朝日ソノラマ、1983年2月、ISBN 4-257-76227-6）
  - わが青春のアルカディア 無限軌道SSX 2 （井口佳江子、朝日ソノラマ、1983年5月、ISBN 4-257-76234-9）

## 漫画
「コミックボンボン」誌上でアニメ放映に併せて池原しげとによる漫画版の連載が予告されていた。だがそれは実現せず、1982年2月号に野中実（のなかみのる）による読切漫画が掲載された。アニメのエピソードの漫画化ではなくオリジナルストーリーで、かつてハーロックにより敗北を喫し、肉体をサイボーグ化したゼルダンという男がイルミダスの依頼を受け、ハーロックに復讐すべく戦いを挑んでくるというもの。最後は艦載機による一騎打ちでハーロックが勝利する結末となっている。なおこの漫画版は2019年現在も単行本未収録である。

## ゲーム
スーパーロボット大戦T
2019年3月20日に発売されたPlayStation 4・Nintendo Switch用ゲームソフト。本作のキャラクターとメカニックが登場する。なお、このゲーム作品が本作をはじめ長年に渡ってハーロックを演じてきた井上真樹夫の遺作となった。